# Plavání na mistrovství světa v plaveckých sportech 2017
Závody v plavání v olympijském 50 m bazénu na mistrovství světa v plaveckých sportech za rok 2017 proběhly v Budapešťi, Maďarsko ve dnech 23. až 30. července 2017.

## Výsledky

### Individuální disciplíny
| Muži                 | Zlato                        | Zlato    | Stříbro                                     | Stříbro  | Bronz                                  | Bronz    |
| -------------------- | ---------------------------- | -------- | ------------------------------------------- | -------- | -------------------------------------- | -------- |
| 50 m volný způsob    | Caeleb Dressel (USA)         | 21,15    | Bruno Fratus (BRA)                          | 21,27    | Benjamin Proud (GBR)                   | 21,43    |
| 100 m volný způsob   | Caeleb Dressel (USA)         | 47,17    | Nathan Adrian (USA)                         | 47,87    | Mehdy Metella (FRA)                    | 47,89    |
| 200 m volný způsob   | Sun Jang (CHN)               | 1:44,39  | Townley Haas (USA)                          | 1:45,04  | Alexandr Krasnych (RUS)                | 1:45,23  |
| 400 m volný způsob   | Sun Jang (CHN)               | 3:41,38  | Mackenzie Horton (AUS)                      | 3:43,85  | Gabriele Detti (ITA)                   | 3:43,93  |
| 800 m volný způsob   | Gabriele Detti (ITA)         | 7:40,77  | Wojciech Wojdak (POL)                       | 7:41,73  | Gregorio Paltrinieri (ITA)             | 7:42,44  |
| 1500 m volný způsob  | Gregorio Paltrinieri (ITA)   | 14:35,85 | Mychailo Romančuk (UKR)                     | 14:37,14 | Mackenzie Horton (AUS)                 | 14:47,70 |
| 50 m znak            | Camille Lacourt (FRA)        | 24,35    | Džunja Koga (JPN)                           | 24,51    | Matthew Grevers (USA)                  | 24,56    |
| 100 m znak           | Sü Ťia-jü (CHN)              | 52,44    | Matthew Grevers (USA)                       | 52,48    | Ryan Murphy (USA)                      | 52,59    |
| 200 m znak           | Jevgenij Rylov (RUS)         | 1:53,61  | Ryan Murphy (USA)                           | 1:54,21  | Jacob Pebley (USA)                     | 1:55,06  |
| 50 m motýlek         | Benjamin Proud (GBR)         | 22,75    | Nicholas Santos (BRA)                       | 22,79    | Andrij Hovorov (UKR)                   | 22,84    |
| 100 m motýlek        | Caeleb Dressel (USA)         | 49,86    | Kristóf Milák (HUN)                         | 50,62    | James Guy (GBR) Joseph Schooling (SGP) | 50,83    |
| 200 m motýlek        | Chad le Clos (RSA)           | 1:53,33  | László Cseh (HUN)                           | 1:53,72  | Daija Seto (JPN)                       | 1:54,21  |
| 50 m prsa            | Adam Peaty (GBR)             | 25,99    | João Gomes Júnior (BRA)                     | 26,52    | Cameron van der Burgh (RSA)            | 26,60    |
| 100 m prsa           | Adam Peaty (GBR)             | 57,47    | Kevin Cordes (USA)                          | 58,79    | Kirill Prigoda (RUS)                   | 59,05    |
| 200 m prsa           | Anton Čupkov (RUS)           | 2:06,96  | Jasuhiro Koseki (JPN)                       | 2:07,29  | Ippei Watanabe (JPN)                   | 2:07,47  |
| 200 m polohový závod | Chase Kalisz (USA)           | 1:55,56  | Kósuke Hagino (JPN)                         | 1:56,01  | Wang Šun (CHN)                         | 1:56,28  |
| 400 m polohový závod | Chase Kalisz (USA)           | 4:05,90  | Dávid Verrasztó (HUN)                       | 4:08,38  | Daija Seto (JPN)                       | 4:09,14  |
| Ženy                 | Zlato                        | Zlato    | Stříbro                                     | Stříbro  | Bronz                                  | Bronz    |
| 50 m volný způsob    | Sarah Sjöströmová (SWE)      | 23,69    | Ranomi Kromowidjojová (NED)                 | 23,85    | Simone Manuelová (USA)                 | 23,97    |
| 100 m volný způsob   | Simone Manuelová (USA)       | 52,27    | Sarah Sjöströmová (SWE)                     | 52,31    | Pernille Blumeová (DEN)                | 52,69    |
| 200 m volný způsob   | Federica Pellegriniová (ITA) | 1:54,73  | Emma McKeonová (AUS) Kathleen Ledecká (USA) | 1:55,18  | —                                      | —        |
| 400 m volný způsob   | Kathleen Ledecká (USA)       | 3:58,34  | Leah Smithová (USA)                         | 4:01,54  | Li Ping-ťie (CHN)                      | 4:03,25  |
| 800 m volný způsob   | Kathleen Ledecká (USA)       | 8:12,68  | Li Ping-ťie (CHN)                           | 8:15,46  | Leah Smithová (USA)                    | 8:17,22  |
| 1500 m volný způsob  | Kathleen Ledecká (USA)       | 15:31,82 | Mireia Belmonteová (ESP)                    | 15:50,89 | Simona Quadarellaová (ITA)             | 15:53,86 |
| 50 m znak            | Etiene Medeirosová (BRA)     | 27,14    | Fu Jüan-chuej (CHN)                         | 27,15    | Alexandra Herasimenjová (BLR)          | 27,23    |
| 100 m znak           | Kylie Masseová (CAN)         | 58,10    | Kathleen Bakerová (USA)                     | 58,58    | Emily Seebohmová (AUS)                 | 58,59    |
| 200 m znak           | Emily Seebohmová (AUS)       | 2:05,68  | Katinka Hosszúová (HUN)                     | 2:05,85  | Kathleen Bakerová (USA)                | 2:06,48  |
| 50 m motýlek         | Sarah Sjöströmová (SWE)      | 24,60    | Ranomi Kromowidjojová (NED)                 | 25,38    | Farida Osmanová (EGY)                  | 25,39    |
| 100 m motýlek        | Sarah Sjöströmová (SWE)      | 55,53    | Emma McKeonová (AUS)                        | 56,18    | Kelsi Worrellová (USA)                 | 56,37    |
| 200 m motýlek        | Mireia Belmonteová (ESP)     | 2:05,26  | Franziska Hentkeová (GER)                   | 2:05,39  | Katinka Hosszúová (HUN)                | 2:06,02  |
| 50 m prsa            | Lillia Kingová (USA)         | 29,40    | Julija Jefimovová (RUS)                     | 29,57    | Catherine Meiliová (USA)               | 29,99    |
| 100 m prsa           | Lillia Kingová (USA)         | 1:04,13  | Catherine Meiliová (USA)                    | 1:05,03  | Julija Jefimovová (RUS)                | 1:05,05  |
| 200 m prsa           | Julija Jefimovová (RUS)      | 2:19,64  | Bethany Galatová (USA)                      | 2:21,77  | Š' Ťing-lin (CHN)                      | 2:21,93  |
| 200 m polohový závod | Katinka Hosszúová (HUN)      | 2:07,00  | Jui Ohašiová (JPN)                          | 2:07,91  | Madisyn Coxová (USA)                   | 2:09,71  |
| 400 m polohový závod | Katinka Hosszúová (HUN)      | 4:29,33  | Mireia Belmonteová (ESP)                    | 4:32,17  | Sydney Pickremová (CAN)                | 4:32,88  |

### Štafety
| Muži                   | Zlato | Zlato   | Stříbro | Stříbro | Bronz | Bronz   |
| ---------------------- | --- | ------- | --- | ------- | --- | ------- |
| 4×100 m volný způsob   | USA (USA) (Caeleb Dressel, Townley Haas, Blake Pieroni, Nathan Adrian, (r)Michael Chadwick, (r)Zachary Apple, (r)Townley Haas)                                              | 3:10,06 | Brazílie (BRA) (Gabriel Santos, Marcelo Chierighini, César Cielo, Bruno Fratus)                                                                                 | 3:10,34 | Maďarsko (HUN) (Dominik Kozma, Nándor Németh, Péter Holoda, Richárd Bohus) | 3:11,99 |
| 4×200 m volný způsob   | Spojené království (GBR) (Stephen Milne, Nicholas Grainger, Duncan Scott, James Guy, (r)Calum Jarvis)                                                                       | 7:01,70 | Rusko (RUS) (Michail Dovgaljuk, Michail Vekoviščev, Danila Izotov, Alexandr Krasnych, (r)Nikita Lobincev)                                                       | 7:02,68 | USA (USA) (Blake Pieroni, Townley Haas, John Conger, Zane Grothe, (r)Conor Dwyer, (r)Clark Smith, (r)Jay Litherland) | 7:03,18 |
| 4×100 m polohový závod | USA (USA) (Matthew Grevers, Kevin Cordes, Caeleb Dressel, Nathan Adrian, (r)Ryan Murphy, (r)Cody Miller, (r)Timothy Phillips, (r)Townley Haas)                              | 3:27,91 | Spojené království (GBR) (Christopher Walker-Hebborn, Adam Peaty, James Guy, Duncan Scott, (r)Ross Murdoch)                                                     | 3:28,95 | Rusko (RUS) (Jevgenij Rylov, Kirill Prigoda, Alexandr Popkov, Vladimir Morozov, (r)Grigorij Tarasevič, (r)Anton Čupkov, (r)Daniil Pachomov, (r)Danila Izotov)                                                                                                   | 3:29,76 |
| Ženy                   | Zlato | Zlato   | Stříbro | Stříbro | Bronz | Bronz   |
| 4×100 m volný způsob   | USA (USA) (Mallory Comerfordová, Kelsi Worrellová, Kathleen Ledecká, Simone Manuelová, (r)Lia Nealová, (r)Olivia Smoligaová)                                                | 3:31,72 | Austrálie (AUS) (Shayna Jacková, Bronte Campbellová, Brittany Elmslieová, Emma McKeonová, (r)Emily Seebohmová, (r)Madison Wilsonová)                            | 3:32,01 | Nizozemsko (NED) (Kim Buschová, Femke Heemskerková, Maud van der Meerová, Ranomi Kromowidjojová) | 3:32,64 |
| 4×200 m volný způsob   | USA (USA) (Leah Smithová, Mallory Comerfordová, Melanie Margalisová, Kathleen Ledecká, (r)Cierra Rungeová, (r)Hali Flickingerová, (r)Madisyn Coxová)                        | 7:43,39 | Čína (CHN) (Aj Jen-chan, Liou C'-süan, Čang Jü-chan, Li Ping-ťie, (r)Wang Ťing-čuo, (r)Šen Tuo)                                                                 | 7:44,96 | Austrálie (AUS) (Madison Wilsonová, Emma McKeonová, Kotuku Ngawatiová, Ariarne Titmusová, (r)Shayna Jacková, (r)Leah Nealeová) | 7:48,51 |
| 4×100 m polohový závod | USA (USA) (Kathleen Bakerová, Lillia Kingová, Kelsi Worrellová, Simone Manuelová, (r)Olivia Smoligaová, (r)Catherine Meiliová, (r)Sarah Gibsonová, (r)Mallory Comerfordová) | 3:51,55 | Rusko (RUS) (Anastasija Fesikovová, Julija Jefimovová, Svetlana Čimrovová, Veronika Popovová, (r)Natalija Ivanějevová)                                          | 3:53,38 | Austrálie (AUS) (Emily Seebohmová, Taylor McKeownová, Emma McKeonová, Bronte Campbellová, (r)Holly Barrattová, (r)Jessica Hansenová, (r)Brianna Throssellová, (r)Shayna Jacková)                                                                                | 3:54,29 |
| Mix                    | Zlato | Zlato   | Stříbro | Stříbro | Bronz | Bronz   |
| 4×100 m volný způsob   | USA (USA) (Caeleb Dressel, Nathan Adrian, Mallory Comerfordová, Simone Manuelová, (r)Blake Pieroni, (r)Townley Haas, (r)Lia Nealová, (r)Kelsi Worrellová)                   | 3:19,60 | Nizozemsko (NED) (Ben Schwietert, Kyle Stolk, Femke Heemskerková, Ranomi Kromowidjojová, (r)Maud van der Meerová)                                               | 3:21,81 | Kanada (CAN) (Yuri Kisil, Javier Acevedo, Chantal Van Landeghemová, Penny Oleksiaková, (r)Markus Thormeyer, (r)Sandrine Mainvilleová) | 3:23,55 |
| 4×100 m polohový závod | USA (USA) (Matthew Grevers, Lillia Kingová, Caeleb Dressel, Simone Manuelová, (r)Ryan Murphy, (r)Kevin Cordes, (r)Kelsi Worrellová, (r)Mallory Comerfordová)                | 3:38,56 | Austrálie (AUS) (Mitchell Larkin, Daniel Cave, Emma McKeonová, Bronte Campbellová, (r)Kaylee McKeownová, (r)Matthew Wilson, (r)Grant Irvine, (r)Shayna Jacková) | 3:41,21 | Kanada (CAN) (Kylie Masseová, Richard Funk, Penny Oleksiaková, Yuri Kisil, (r)Javier Acevedo, (r)Rebecca Smithová, (r)Chantal Van Landeghemová) Čína (CHN) (Sü Ťia-jü, Jen C'-pej, Čang Jü-fej, Ču Meng-chuej, (r)Li Kuang-jüan, (r)Š' Ťing-lin, (r)Li Ču-chao) | 3.41,25 |

## Medailová bilance
V plavání se rozdělilo celkem 42 sad medailí.
| Pořadí | Stát                     |       | Muži    | Muži  | Muži  |         | Ženy  | Ženy  | Ženy    |       | Mix   | Mix     | Mix   |  | Muži + Ženy + Mix | Muži + Ženy + Mix | Muži + Ženy + Mix | Celkem |
| Pořadí | Stát                     | Zlato | Stříbro | Bronz | Zlato | Stříbro | Bronz | Zlato | Stříbro | Bronz | Zlato | Stříbro | Bronz |  |                   |                   |                   | Celkem |
| ------ | ------------------------ | ----- | ------- | ----- | ----- | ------- | ----- | ----- | ------- | ----- | ----- | ------- | ----- |  | ----------------- | ----------------- | ----------------- | ------ |
| 1.     | USA (USA)                |       | 7       | 5     | 4     |         | 9     | 5     | 6       |       | 2     | 0       | 0     |  | 18                | 10                | 10                | 38     |
| 2.     | Spojené království (GBR) |       | 4       | 1     | 2     |         | 0     | 0     | 0       |       | 0     | 0       | 0     |  | 4                 | 1                 | 2                 | 7      |
| 3.     | Rusko (RUS)              |       | 2       | 1     | 3     |         | 1     | 2     | 1       |       | 0     | 0       | 0     |  | 3                 | 3                 | 4                 | 10     |
| 3.     | Čína (CHN)               |       | 3       | 0     | 1     |         | 0     | 3     | 2       |       | 0     | 0       | 1     |  | 3                 | 3                 | 4                 | 10     |
| 5.     | Švédsko (SWE)            |       | 0       | 0     | 0     |         | 3     | 1     | 0       |       | 0     | 0       | 0     |  | 3                 | 1                 | 0                 | 4      |
| 6.     | Itálie (ITA)             |       | 2       | 0     | 2     |         | 1     | 0     | 1       |       | 0     | 0       | 0     |  | 3                 | 0                 | 3                 | 6      |
| 7.     | Maďarsko (HUN)           |       | 0       | 3     | 1     |         | 2     | 1     | 1       |       | 0     | 0       | 0     |  | 2                 | 4                 | 2                 | 8      |
| 8.     | Austrálie (AUS)          |       | 0       | 1     | 1     |         | 1     | 3     | 3       |       | 0     | 1       | 0     |  | 1                 | 5                 | 4                 | 10     |
| 9.     | Brazílie (BRA)           |       | 0       | 4     | 0     |         | 1     | 0     | 0       |       | 0     | 0       | 0     |  | 1                 | 4                 | 0                 | 5      |
| 10.    | Španělsko (ESP)          |       | 0       | 0     | 0     |         | 1     | 2     | 0       |       | 0     | 0       | 0     |  | 1                 | 2                 | 0                 | 3      |
| 11.    | Kanada (CAN)             |       | 0       | 0     | 0     |         | 1     | 0     | 1       |       | 0     | 0       | 2     |  | 1                 | 0                 | 3                 | 4      |
| 12.    | Francie (FRA)            |       | 1       | 0     | 1     |         | 0     | 0     | 0       |       | 0     | 0       | 0     |  | 1                 | 0                 | 1                 | 2      |
| 12.    | Jižní Afrika (RSA)       |       | 1       | 0     | 1     |         | 0     | 0     | 0       |       | 0     | 0       | 0     |  | 1                 | 0                 | 1                 | 2      |
| 14.    | Japonsko (JPN)           |       | 0       | 3     | 3     |         | 0     | 1     | 0       |       | 0     | 0       | 0     |  | 0                 | 4                 | 3                 | 7      |
| 15.    | Nizozemsko (NED)         |       | 0       | 0     | 0     |         | 0     | 2     | 1       |       | 0     | 1       | 0     |  | 0                 | 3                 | 1                 | 4      |
| 16.    | Ukrajina (UKR)           |       | 0       | 1     | 1     |         | 0     | 0     | 0       |       | 0     | 0       | 0     |  | 0                 | 1                 | 1                 | 2      |
| 17.    | Polsko (POL)             |       | 0       | 1     | 0     |         | 0     | 0     | 0       |       | 0     | 0       | 0     |  | 0                 | 1                 | 0                 | 1      |
| 17.    | Německo (GER)            |       | 0       | 0     | 0     |         | 0     | 1     | 0       |       | 0     | 0       | 0     |  | 0                 | 1                 | 0                 | 1      |
| 19.    | Singapur (SGP)           |       | 0       | 0     | 1     |         | 0     | 0     | 0       |       | 0     | 0       | 0     |  | 0                 | 0                 | 1                 | 1      |
| 19.    | Dánsko (DEN)             |       | 0       | 0     | 0     |         | 0     | 0     | 1       |       | 0     | 0       | 0     |  | 0                 | 0                 | 1                 | 1      |
| 19.    | Bělorusko (BLR)          |       | 0       | 0     | 0     |         | 0     | 0     | 1       |       | 0     | 0       | 0     |  | 0                 | 0                 | 1                 | 1      |
| 19.    | Egypt (EGY)              |       | 0       | 0     | 0     |         | 0     | 0     | 1       |       | 0     | 0       | 0     |  | 0                 | 0                 | 1                 | 1      |
| Celkem | Celkem                   |       | 20      | 20    | 21    |         | 20    | 21    | 19      |       | 2     | 2       | 3     |  | 42                | 43                | 43                | 128    |